# أولاد حريم كريم (فلم)
أولاد حريم كريم هو فيلم مصري من بطولة مصطفى قمر وداليا البحيري وعلا غانم وبشرى وخالد سرحان وبسمة حسن وعمرو عبد الجليل. الفيلم من تأليف زينب عزيز ومن إخراج علي إدريس. الفيلم هو تكملة لفيلم حريم كريم الذى صدر عام 2005.

## القصة
الفيلم يستكمل احداث الجزء الأول (حريم كريم) بعدها بعدة سنوات. تنشأ علاقة حب بين (كريم حسين) و(آيلا)، وعندما يتقدم للزواج منها يكتشف والدها (كريم الحسيني) أنه ابن زميلته وحبيبته السابقة (مها)، ثم يستعيدان علاقة الصداقة القديمة مع صديقتيهما (هالة) و(دينا).

## إنتاج الفيلم
شارك بعض أبطال الجزء الأول في بطولة الجزء الثاني، لكن ريهام عبد الغفور شاركت كضيفة شرف في هذا الجزء، وهي من أبطال الجزء الأول، كما غاب بعض أبطال الجزء الأول، منهم ياسمين عبد العزيز التي لم تكن مقتنعة بالمشاركة في الجزء الثاني، واعتذر إدوارد عن المشاركة، وكذلك الحال بالنسبة محمد شاهين، في حين غيب الموت أبطالاً آخرين مثل طلعت زكريا، وزيزي مصطفى.
في المقابل يشترك عدد من النجوم في الجزء الثاني لأول مرة مثل بشرى، وعمرو عبد الجليل، كما يشترك عدد من النجوم الشباب في الجزء الجديد وهم: تيام قمر، ورنا رئيس، وهنا داود، ويوسف عمر، وكريم كريم.
كتب الفيلم زينب عزيز، وأخرجه زوجها علي إدريس، وهو نفس طاقم العمل الذي أنتج الجزء الأول.

## فريق العمل

### الممثلين
| - مصطفى قمر: كريم الحسيني - داليا البحيري: مها شكري - بسمة حسن: دينا مندور - علا غانم: هالة رفعت - خالد سرحان: حسين المناديلي - تيام قمر: كريم حسين المناديلي | - رنا رئيس: آيلا بنت كريم - يوسف عمر: سيف ابن دينا - هنا داود: مريم بنت سارة - فؤاد محسن: عمر حسين المناديلي - كريم كريم: بوبس بن هالة | - بشرى: سارة غنيم - عمرو عبد الجليل: تامر أبو الفضل - محسن صبري: - مي صلاح: - ريهام عبد الغفور: نيفين جودة |

بالإضافة إلى:
| - أنغام الغنيمي - أمنة محمد - دعاء جمال - ساندي مراد - جوليا حنا: أصدقاء دينا - كريم بسام :جرسون 1 - عبد المنعم عادل: جرسون 2 - هاني عبد الحي: زبون السوبرماركت - سعاد إدريس: ملك في السوبرماركت - شيماء صادق: زبونة الكافيه - أحمد الروك: شاب الكافيه - محمد أبو العلا: زبون الكافيه | - أحمد جابر: جابو مهندس الصوت - دنيا درويش - ترميم عبد الوهاب: أصدقاء دينا في الإذاعة - راندا جمال: ناني صلاح - محمد رأفت: ظابط الشرطي في إشارة المرور - منى جادو: السمسارة في الكافية - إبراهيم خالد: عريس مستغل - مصطفى الرومي: عريس الإنجاب - محمد العربي: عريس عرفي | - كريم الجندي:عريس نقاب - أبو بكر الصديق:عريس أفريقي - أشرف فرحات:عريس الكباريه - جان سعد: الدكتور والصيدلي - نشوى الأبياري: صديقة دينا في الديسكو - عبد الرحمن أشرف: الشاب الذي يراقص دينا في الديسكو - إسلام طبلاوي: الجرسون - محمد التوني: رجل الأمن | - حازم فؤاد: كارولس الصيدلي - حاتم جميل: اللص - محمد ثابت أبو شنب: الأسواق - نيجار محمد: فتاة الديسكو سوسكا - معز عزقلاني: شاب الديسكو - مراد محمد: الأب في أغنية بنتي - مليكة محمد صلاح: الطفلة في اغنية بنتي - مايا شعبان: الطفلة في محل بونجور |

### الإداريون
| - أشرف حامد: مساعد مخرج اول - أحمد فرغلي: مدير فريق التمثيل - علي إدريس: مخرج - فاضل الجارحي: مخرج منفذ - طارق هارون: سكريبت حركة - بشرى: منتج | - عمرو زكريا: منتج فني - مصطفى صابر العزقلاني: منتج منفذ - عمرو عزقلاني: مدير إدارة الإنتاج - عبدالعزيز عمارة: مهندس صوت - أحمد جابر: ميكساج | - زينب عزيز: مؤلف - أحمد حسين: مدير تصوير - روتانا للإنتاج السينمائي (روتانا ستوديوز: شركة التوزيع - دعاء فتحي: مونتير - عادل حقي: موسيقى تصويرية | - سعيد رمزي: ستايليست - هند حيدر: إشراف فني وديكور - عمرو عاصم: دعاية - شريف فتحي: مصحح الألوان |

## وصلات خارجية
● أولاد حريم كريم على موقع كلاسيك
- مقالات تستعمل روابط فنية بلا صلة مع ويكي بيانات